# یوتس
یوتس (به فرانسوی: Yutz) یک کمون در فرانسه است که در Canton of Yutz واقع شده‌است.

## خصوصیات
یوتس ۱۳٫۹۷ کیلومترمربع مساحت و ۱۴٬۶۸۷ نفر جمعیت دارد و ۱۶۰ متر بالاتر از سطح دریا واقع شده‌است.